# فرانک ریزتو
فرانک ریزتو (انگلیسی: Franck Rizzetto؛ زادهٔ ۲۹ مارس ۱۹۷۱) بازیکن فوتبال اهل فرانسه است.
از باشگاه‌هایی که در آن بازی کرده‌است می‌توان به باشگاه فوتبال نیم المپیک، باشگاه فوتبال متس، باشگاه ورزشی مون‌پلیه، و باشگاه فوتبال کن اشاره کرد.